# Луцій Публілій Петроній Волузіан
Луцій Публілій Петроній Волузіан (*Lucius Publilius Petronius Volusianus, д/н — після 285) — державний діяч Римської імперії.

## Життєпис
Походив із заможного роду Публіліїв. Його дідом був Марк Публілій, що одружився з Петронією — донькою Гнея Петронія Пробата Юста, проконсула Крита у 230 році. Син Луція Публілія Пробата Юста, куратора (намісника) Беневента, і Волузії. Замолоду додав до батьківського номену — Публілій — номер бабці — Петроній, оскільки останній був патриціанським. В подальшому нащадки Луція Волузіана переважно називали себе саме Петроніями.
Про його діяльність обмаль відомостей. Ймовірно був одним з сановників, наближених до імператорів Карина і Діоклетіана. Напевне 285 року разом з останнім був консулом-суфектом. Подальша доля невідома.

## Родина
Дружина — Аннія, донька Гая Аннія Анулліна, консула 295 року
Діти:
- Петроній Анніан, консул 314 року
- Петроній Пробіан, консул 322 року
- Петронія Пробіана, дружина Гая Веттія Коссінія Руфіна, консула 316 року